# Palacio de Camposagrado (Avilés)
El Palacio de Camposagrado es un edificio palaciego de estilo barroco situado en la localidad asturiana de Avilés (España).

## Descripción
Sus dos fachadas principales fueron construidas en el siglo XVII, la que da al actual parque del Muelle (si bien cuando fue construida daba directamente a la ría) y la que da a la plaza de Camposagrado.

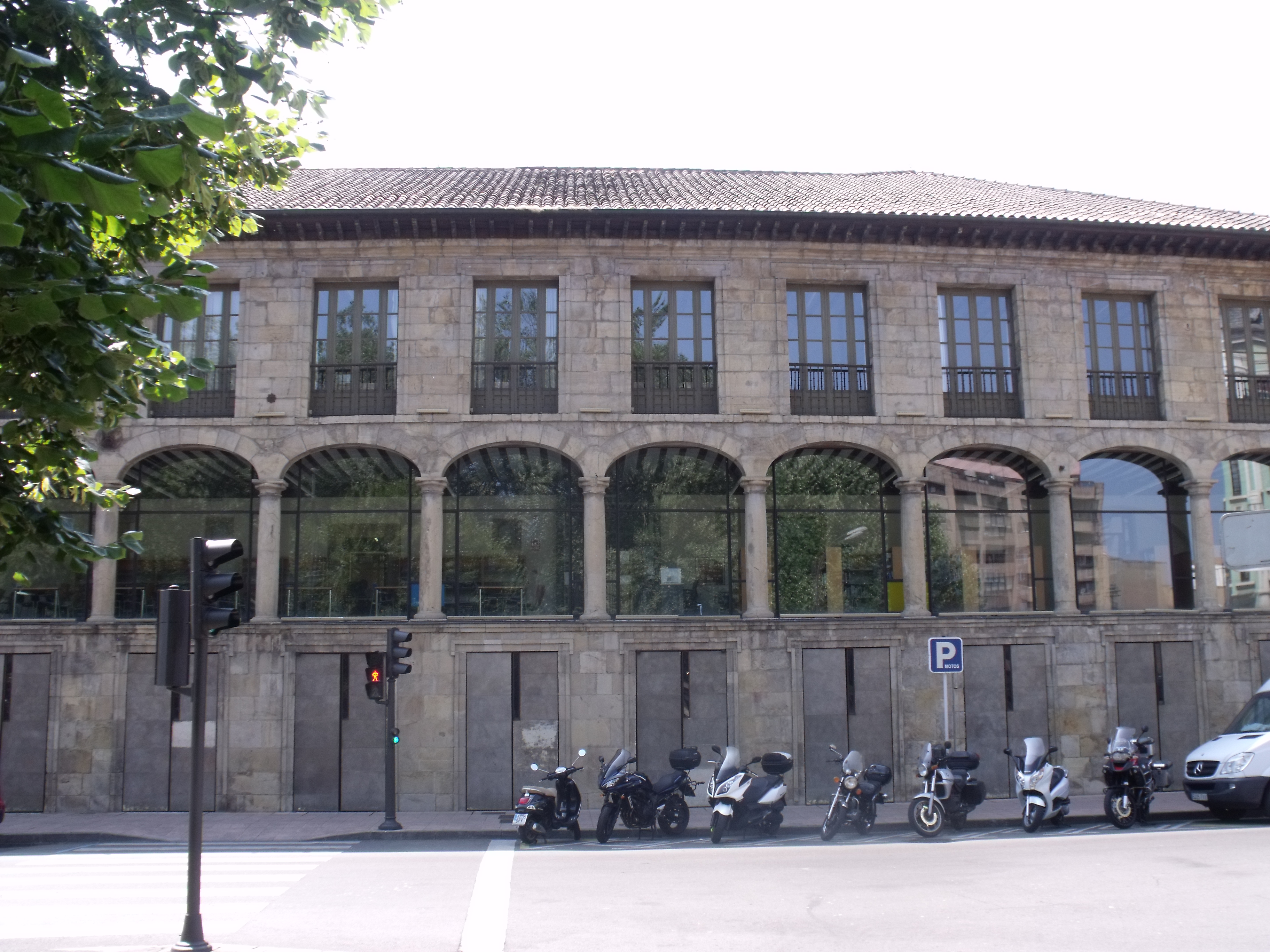
Fachada al parque del Muelle.

La parte que daba a la ría se fusionó en su creación con la muralla defensiva de la ciudad debido a que daba directamente a la ría, lo que le confiere un carácter arquitectónico defensivo. Tiene tres plantas, la inferior cerrada con unas pequeñas saeteras, la intermedia con amplias galerías con diez arcos escarzanos apoyados en columnas toscanas enlazadas por antepecho de piedra. El tercer piso es un añadido efectuado en una reforma posterior que se cree fue hecha en el siglo XIX.
La parte que da a la plaza de Camposagrado fue diseñada casi con seguridad por Francisco Menéndez Camina, arquitecto avilesino, entre 1693 y 1696. Es de estilo barroco con profusa decoración, destacando las dos torres con una altura más que el resto de la edificación y el escudo de armas de la familia sobre el balcón central.
Del interior sólo cabe destacar la monumental escalera de piedra, puesto que el edificio fue reformado para albergar viviendas en los pisos superiores y tiendas en los bajos, con lo que desaparecieron todos los elementos interiores.
Hoy en día alberga la Escuela Superior de Arte del Principado de Asturias, dependiente de la Consejería de Educación y Ciencia del Principado de Asturias.